# Gunnera vestita
Gunnera vestita är en gunneraväxtart som beskrevs av Anton Karl Schindler. Gunnera vestita ingår i släktet gunneror, och familjen gunneraväxter. Inga underarter finns listade.